# UCIヨーロッパツアー2008-2009
UCIヨーロッパツアー2008-2009は、2008年10月21日のクロノ・デ・ナシオンで開幕し、2009年10月15日のジロ・デル・ピエモンテで閉幕した国際自転車競技連合（UCI）が主催する、ロードレースのヨーロッパ地域におけるシリーズ戦。

## 日程と優勝者

### 2008年10月
| 日時 | レース名                   | UCI Rat. | 優勝者                 | チーム名                     |
| ---- | -------------------------- | -------- | ---------------------- | ---------------------------- |
| 21   | クロノ・デ・ナシオン       | 1.1      | ステフ・クレメント     | BBox・ブイグテレコム         |
| 21   | クロノ・デ・ナシオン (U23) | 1.2U     | ジュリアン・フシャール | コト・ダルモール・シクリスム |
| 25   | フィレンチェ・ピストイア   | 1.1      | アンドリー・グリフコ   | チーム・ミルラム             |

### 2009年2月
| 日時   | レース名                                       | UCI Rat. | 優勝者                     | チーム名                               |
| ------ | ---------------------------------------------- | -------- | -------------------------- | -------------------------------------- |
| 1      | グランプリ・ド・ラ・マルセイエーズ             | 1.1      | レミ・ポリオル             | コフィディス                           |
| 4-8    | エトワール・ド・ベセージュ                     | 2.1      | トマ・ヴォクレール         | BBox・ブイグテレコム                   |
| 7      | グランド・プリモ・コスタ・デリ・エトルスキ     | 1.1      | アレッサンドロ・ペタッキ   | LPR・ブレークス                        |
| 8      | トロフェオ・マリョルカ                         | 1.1      | ヘルト・ステーフマンス     | チーム・カチューシャ                   |
| 9      | トロフェオ・カラ・ミリョル＝カラ・ボナ         | 1.1      | ロビー・マキュアン         | チーム・カチューシャ                   |
| 10     | トロフェオ・ポリェンサ                         | 1.1      | ダニエーレ・ベンナーティ   | リクイガス                             |
| 11     | トロフェオ・インカ                             | 1.1      | アントニオ・コロム         | チーム・カチューシャ                   |
| 11-15  | ツール・メディテラネアン                       | 2.1      | ルイス・レオン・サンチェス | ケス・デパーニュ                       |
| 12     | トロフェオ・カルビア                           | 1.1      | ゲラルト・ツィオレック     | チーム・ミルラム                       |
| 13-15  | ジロ・デッラ・プロヴィンチア・ディ・グロセット | 2.1      | ダニエーレ・ピエトロポッリ | LPR・ブレークス                        |
| 15-19  | ブエルタ・ア・アンダルシア                     | 2.1      | ヨースト・ポストヒュマ     | ラボバンク                             |
| 18-22  | ヴォルタ・アン・アルガルヴェ                   | 2.1      | アルベルト・コンタドール   | アスタナ                               |
| 21     | トロフェオ・ライゲリア                         | 1.1      | フランチェスコ・ジナンニ   | セッラメンティ                         |
| 21     | コッパ・サン・ジェオ                           | 1.2      | ダヴィデ・チモライ         | A.S.D.・チーム2000・ヴェネトマルキオル |
| 21     | ブークル・デュ・スュド・アルデシュ             | 1.2      | フレディ・ビショー         | AGR2・ラ・モンディアル                 |
| 21-22  | ツール・デュ・オー・ヴァル                     | 2.1      | トマ・ヴォクレール         | BBox・ブイグテレコム                   |
| 24-28  | ジロ・ディ・サルデーニャ                       | 2.1      | ダニエーレ・ベンナーティ   | リクイガス                             |
| 27-3/1 | トロワ・ジュール・ド・ヴォクリュズ             | 2.2      | ダヴィ・ル・レ             | AGR2・ラ・モンディアル                 |
| 28     | グラン・プレミオ・デッリンスブリア             | 1.1      | フランチェスコ・ジナンニ   | セッラメンティ                         |
| 28     | ベヴェルベーク・クラシック                     | 1.2      | アンドレアス・シリンガー   | ヌトリクシオン・シュパルカセ           |
| 28     | オムロープ・ヘット・ニウスブラート             | 1.HC     | トル・フースホフト         | サーヴェロ・テストチーム               |

### 2009年3月
| 日時  | レース名                                             | UCI Rat. | 優勝者                       | チーム名                                   |
| ----- | ---------------------------------------------------- | -------- | ---------------------------- | ------------------------------------------ |
| 1     | クラシカ・デ・アルメリア                             | 1.1      | グレッグ・ヘンダーソン       | チーム・コロンビア＝ハイロード             |
| 1     | クールネ〜ブリュッセル〜クールネ                     | 1.1      | トム・ボーネン               | クイックステップ                           |
| 1     | グランプリ・ディ・ルガーノ                           | 1.1      | レミ・ポリオル               | コフィディス                               |
| 1     | トロフェオ・ツススディ                               | 1.2      | トミスラフ・ダンクロヴィッチ | ロボリカ                                   |
| 4-8   | ブエルタ・ア・ムルシア                               | 2.1      | デニス・メンショフ           | ラボバンク                                 |
| 4     | ル・サミン                                           | 1.1      | ワウテル・ウェイラント       | クイックステップ                           |
| 4     | ジロ・デル・フリウーリ                               | 1.1      | ミルコ・ロレンツェット       | ランプレ・N.G.C                            |
| 6-8   | 西フランデレン3日間                                  | 2.1      | ジョニー・ホーヘルラント     | ヴァカンソレイル                           |
| 7     | モンテ・パスキ・エロイカ                             | 1.1      | トーマス・ルヴクヴィスト     | チーム・コロンビア＝ハイロード             |
| 7     | デ・フラームス・パイル                               | 1.2      | ヤン・フイセリンク           | ベヴェレン2000                             |
| 8     | ポレッチ・トロフィー                                 | 1.2      | オレ・ハーヴァードショルム   | チーム・ジョーカー・ビアンキ・サイクリング |
| 8     | トロフェオ・フランコ・バレスタ                       | 1.2      | ダヴィデ・チモライ           | A.S.D.・チーム2000・ヴェネトマルキオル     |
| 8     | グランプリ・ド・ラ・ヴィユ・ド・リエル               | 1.2      | アレクセイス・サラモティンス | デジグナ・ケッケン                         |
| 12-15 | イストラン・スプリング・トロフィー                   | 2.2      | ミトヤ・マホリッチ           | ラデンスカ・KD・フィナンシャル・ポイント   |
| 15    | ジロ・デル・メンドリジオット                         | 1.2      | イグナタス・コノヴァロヴァス | サーヴェロ・テストチーム                   |
| 15    | パリ-トロワイエ                                      | 1.2      | ヤニック・タラバルドン       | ブソン・ショスュル＝ソジャスュン           |
| 15    | オムロープ・ファン・ヘット・ワースラント             | 1.2      | ヨハン・クーネン             | トップスポート・フラーンデレン             |
| 18    | ノケル・クルス                                       | 1.1      | グレーム・ブラウン           | ラボバンク                                 |
| 20    | クラシック・ロワール・アトランティク                 | 1.2      | シリル・ブシ                 | ブソン・ショスュル＝ソジャスュン           |
| 22    | ロンド・ファン・ヘット・フルーヌ・ハルト             | 1.1      | ヘールト・オムロープ         | パルマンス・クラス                         |
| 22    | ショレ-ペス・ド・ロワーヌ                            | 1.1      | フアン・ホセ・アエド         | チーム・サクソバンク                       |
| 22    | グラン・プレミオ・サン・ジュゼッペ                   | 1.2      | アレッサンドロ・マラグティ   | カルザトゥレイリ・モンテグラナロ           |
| 22    | ラ・ルー・トゥランジュユ                             | 1.2      | Arnaud Molmy                 | CC・ノジャン＝スュロワズ                   |
| 23-27 | ブエルタ・ア・カスティーリャ・イ・レオン             | 2.1      | レヴィ・ライプハイマー       | アスタナ                                   |
| 23-29 | ツール・ド・ノルマンディ                             | 2.2      | ブラム・シュミッツ           | ファン・フリート＝EBH・エルスホフ          |
| 25-29 | セッティマナ・チクリスティカ・インテルナツィオナーレ | 2.1      | ダミアーノ・クネゴ           | ランプレ・N.G.C                            |
| 25    | ア・トラヴェル・レ・フランドル                       | 1.1      | ケヴィン・ファンインプ       | クイックステップ                           |
| 25    | グランプリ・ワレヘム                                 | 1.2U     | コール・ハウス               | US・ナショナル・デヴェロップメントチーム   |
| 26-29 | ザ・パッシーズ・オブ・キング・ニコラ                 | 2.2      | ラドスラフ・ロギナ           | ロボリカル                                 |
| 27-29 | グランプリ・デュ・ポルトガル                         | 2.Ncup   | セルジオ・エナオ・モントヤ   | コロンビア                                 |
| 28    | トロフェオ・エディル・C                              | 1.2      | トマス・アルベリオ           | ボットリ・ノルデレットリカ・ラモンダ       |
| 28    | E3プライス・フラーンデレン                           | 1.HC     | フィリッポ・ポッツァート     | チーム・カチューシャ                       |
| 28-29 | クリテリウム・アンテルナシオナル                     | 2.HC     | イェンス・フォイクト         | チーム・サクソバンク                       |
| 29    | ブラバントス・パイル                                 | 1.1      | アントニー・ジェラン         | フランセーズ・デ・ジュー                   |
| 29    | グラン・プレミオ・デ・リョディオ                     | 1.1      | サムエル・サンチェス         | エウスカルテル・エウスカディ               |
| 31-2  | デ・パンネ3日間                                      | 2.HC     | フレデリック・ウィレムス     | リクイガス                                 |
| 31-5  | セッティマナ・チクリスティカ・ロンバルディア         | 2.1      | ダニエーレ・ピエトロポッリ   | LPR・ブレークス                            |

### 2009年4月
| 日時    | レース名                                                     | UCI Rat. | 優勝者                     | チーム名                                   |
| ------- | ------------------------------------------------------------ | -------- | -------------------------- | ------------------------------------------ |
| 1.-5.   | ヴォルタ・アン・アレンテジョ・エン・ビシクレタ               | 2.1      | マキシム・ブエ             | AGR2・ラ・モンディアル                     |
| 1.-5.   | シントゥロン・シクリスタ・インテルナシオナル・ア・マリョルカ | 2.2      | セルヒオ・エナオ・モントヤ | コロンビア・エス・パシオン・コルデポルテス |
| 2.-4.   | ラ・ブークル・ド・ラルトワ                                   | 2.2      | セルゲイ・フィルサノフ     | デシグナ・ケッケン                         |
| 3.      | ルート・アデリ・ド・ヴィトル                                 | 1.1      | ジェローム・コペル         | フランセーズ・デ・ジュー                   |
| 3.-5.   | ル・トリプティク・デ・モン・エ・シャトー                     | 2.2      | クリス・ブクマンス         | ダヴォ                                     |
| 4.      | ヘル・ファン・ヘット・メルヘラント                           | 1.1      | マウロ・フィネット         | CSFグループ・ナヴィガーレ                  |
| 4.      | GP・ミゲル・インドゥライン                                   | 1.HC     | ダビ・デ・ラ・フエンテ     | フジ・セルベット                           |
| 5.      | グランプリ・ド・ラ・ヴィユ・ド・ノジャンスュロワーズ         | 1.2      | マーティン・ペダーセン     | チーム・カピノルディック                   |
| 5.      | トロフェオ・バンカ・ポポラーレ・ディ・ヴィチェンツァ         | 1.2U     | ダヴィデ・チモライ         | A.S.Dチーム2000・ヴェネトマルキオル        |
| 7.-10.  | シルキュイ・ド・ラ・サルト                                   | 2.1      | ダヴィ・ル・レ             | アグリテュベル                             |
| 10.-12. | シルキュイ・デ・アルダンヌ・アンテルナシオナル               | 2.2      | ディミトリ・シャンピオン   | ブルターニュ・シュレール                   |
| 11.     | ロンド・ファン・フラーンデレン・エスポワール                 | 1.Ncup   | ヤン・フイセリンク         | ベルギー                                   |
| 12.     | クラシカ・プリマベーラ                                       | 1.1      | アレハンドロ・バルベルデ   | ケス・デパーニュ                           |
| 12.     | グランプリ・ド・ドネトスク                                   | 1.2      | マルト・オヤヴェー         | サイクリングクラブ・ブルガス               |
| 12.-19. | トルコ一周                                                   | 2.1      | ダライル・インペイ         | バルロワールド                             |
| 13.     | ロンド・ファン・ドレントフ                                   | 1.1      | マウリツィオ・ビオンド     | チェラミカ・フラミニア                     |
| 13.     | ジロ・デル・ベルヴェデーレ                                   | 1.2      | サカ・モドロ               | ザルフ・デシレー・フィオール               |
| 13.     | ルント・ウム・ケルン                                         | 1.1      | マーティン・ペダーセン     | デンマーク選抜                             |
| 14.     | パリ-カマンベール                                            | 1.1      | ジミー・カスペール         | ブソン・ショスュル＝ソジャスュン           |
| 14.     | GP・パリオ・デル・レチオート                                 | 1.2U     | ステファノ・ロカテッリ     | ベルガマシャ                               |
| 14.-19. | ツール・デュ・ロワーレシェ                                   | 2.2      | ドミトロ・コスヤコフ       | チーム・カチューシャ                       |
| 15.     | スヘルデプライス                                             | 1.HC     | アレッサンドロ・ペタッキ   | LPR・ブレークス                            |
| 15.     | ラ・コト・ピカルド                                           | 1.Ncup   | ティモフェイ・クリツキー   | ロシア                                     |
| 16.     | GP・ド・ドナン                                               | 1.1      | ジミー・カスペール         | ブソン・ショスュル＝ソジャスュン           |
| 16.-19. | ローヌアルプ・イゼール・ツール                               | 2.2      | ヤン・ユゲ                 | AGR2・ラ・モンディアル                     |
| 18.     | ツール・デュ・フィニストル                                   | 1.1      | ディミトリ・シャンピオン   | ブルターニュ＝シュレール                   |
| 18.     | リエージュ-バストーニュ-リエージュ・エスポワール             | 1.2U     | ラスムス・グルドハマー     | チーム・カピノルディック                   |
| 18.     | ZLM・ツアー                                                  | 1.Ncup   | ルーク・ラウエ             | イギリス                                   |
| 19.     | トロ-ブロ・レオン                                            | 1.1      | サイ・アドゥー             | BBox・ブイグテレコム                       |
| 19.     | Tour de Duren                                                | 1.2      | デニス・ポール             | クオータ・インデラント                     |
| 22.-25. | ジロ・デル・トレンティーノ                                   | 2.1      | イヴァン・バッソ           | リクイガス                                 |
| 22.-26. | ブエルタ・ア・エチュトレマドゥラ                             | 2.2      | ホセ・デ・セゴビア         | スペルメルカドス・フロイス                 |
| 25.     | アルノ・ワラールト＝メモリアル                               | 1.2      | リーウ・ウェストラ         | ヴァカンソレイル                           |
| 25.-1.  | ツール・ド・ブルターニュ                                     | 2.2      | ジュリアン・フシャール     | コート・ダルモール・シクリスム             |
| 25.     | グラン・プレミオ・デッラ・リベラツィオーネ                   | 1.2U     | サカ・モドロ               | ザルフ・デジレー・フィオール               |
| 25.     | ベオグラード＝バンヤ・ルカ I                                 | 1.2      | ノルムンドス・ラシス       | サイクリングクラブ・ブルガス               |
| 26.     | ロンド・ファン・ノールトホラント                             | 1.2      | テオ・ボス                 | ラボバンク・コンチネンタル                 |
| 26.     | ブエルタ・ア・ラ・リオハ                                     | 1.1      | ダビ・ガルシア・ダペナ     | シャコベオ・ガリシア                       |
| 26.     | パリ-マントザンイヴリーヌ・エスポワール                      | 1.2      | ピエール・ドランクール     | ESEG・ドゥエ                               |
| 26.     | ベオグラード＝バンヤ・ルカ II                                | 1.2      | ウラディミール・ケルケツ   | サヴァ                                     |
| 26.     | イースト・ミッドランズ・クラシック                           | 1.2      | イアン・ウィルキンソン     | チーム・ハルフォーズ                       |
| 28.-2.  | ブエルタ・ア・アストゥナス                                   | 2.1      | フランシスコ・マンセボ     | ロックレーシング                           |

### 2009年5月
| 日時  | レース名                                               | UCI Rat. | 優勝者                               | チーム名                                 |
| ----- | ------------------------------------------------------ | -------- | ------------------------------------ | ---------------------------------------- |
| 1.    | メモリアル・アンドルゼヤ・トロチャモヴスキエゴ         | 1.2      | マテウシュ・タツィアク               | ムロス・コンチネンタルチーム             |
| 1.    | メイプライス＝エレプライス・フィクトル・デ・ブリュイヌ | 1.2      | デニ・フラオ                         | ラントバウクレディート・コルナゴ         |
| 1.    | ルント・ウム・デン・ヘニンガー＝トゥルム               | 1.HC     | ファビアン・ヴェークマン             | チーム・ミルラム                         |
| 1.    | ルント・ウム・デン・ヘニンガー＝トゥルム・エスポワール | 1.2U     | ジャック・ボブリッジ                 | オーストラリア                           |
| 2     | GP・インドゥストリア＆アルティジャナート               | 1.1      | ダニエーレ・カレガリン               | チェントリ・デッラ・カルツァトゥラ       |
| 2     | グランプリ・ヘーニング                                 | 1.2      | レネ・ヨルゲンセン                   | デシグナ・ケッケン                       |
| 2     | ロンド・ファン・オヴェライセル                         | 1.2      | ケニー・ファンヒュメル               | スキル・シマノ                           |
| 2     | マヨルカップ                                           | 1.2      | ミハイル・アントノフ                 | チーム・カチューシャ・コンチネンタル     |
| 3     | トロフェ・デ・グランプール                             | 1.1      | トマ・ヴォクレール                   | BBox・ブイグテレコム                     |
| 3     | ジロ・ディ・トスカーナ                                 | 1.1      | アレッサンドロ・ペタッキ             | LPR・ブレークス                          |
| 3     | スビタ・アル・ナランコ                                 | 1.1      | ロマン・シカール                     | オルベア                                 |
| 3     | メモリアル・オブ・オレグ・ディアチェンコ               | 1.2      | ミハイル・アントノフ                 | チーム・カチューシャ・コンチネンタル     |
| 3     | チルクイト・デル・ポルト                               | 1.2      | フィリッポ・バッジョ                 | ボットーリ・ノルデレットリカ・ラモンダ   |
| 5-10  | ダンケルク4日間レース                                  | 2.HC     | ルイ・コスタ                         | ケス・デパーニュ                         |
| 6-10  | ファイブ・リングス・オブ・モスクワ                     | 2.2      | ティモフェイ・クリツキー             | チーム・カチューシャ                     |
| 6-10  | ジロ・デル・フリウーリ・ヴェネツィア・ジュリア         | 2.2      | ジャンルカ・ブランビッラ             | ザルフ・デジレー・フィオール             |
| 8-10  | シュラキエム・グロドーヴ・ピアストヴスキッチュ         | 2.1      | マリウシュ・ヴィテツキ               | ムロス                                   |
| 8-10  | ツール・デュ・オー・アンジュ                           | 2.2U     | テジャイ・ヴァンガーデレン           | ラボバンク                               |
| 9     | スカンディナヴィアン・レース・ウプサラ                 | 1.2      | ヨナス・アーン・ヨルゲンセン         | チーム・カピノルディック                 |
| 10    | GP・インドゥストリエ・デル・マルモ                     | 1.2      | カルロス・アレクサンドレ・マナレッリ | デ・ナルディ＝パスタ・モンテグラッパ     |
| 10    | オムロープ・デル・ケンペン                             | 1.2      | テオ・ボス                           | ラボバンク・コンチネンタル               |
| 12    | グランプリ・オブ・モスコー                             | 1.2      | アレクサンドル・ハトゥンチェフ       | モスコー                                 |
| 13    | バタヴュス・プロレース                                 | 1.1      | ケニー・ファンヒュメル               | スキル・シマノ                           |
| 14-17 | GP・パレデス・ロタ・ドス・モヴェイス                   | 2.2      | カンディゴ・バルボザ                 | パルメライス・レソルト＝タヴィラ         |
| 15-17 | ツール・ド・ピカルディ                                 | 2.1      | リーウ・ウェストラ                   | ヴァカンソレイル                         |
| 16    | GP・コペンハーゲン                                     | 1.2      | ヤコブ・ニールセン                   | グルド&マストランド・ホルセンス          |
| 16    | オランダ・フード・ヴァリー・クラシック                 | 1.HC     | ケニー・ファンヒュメル               | スキル・シマノ                           |
| 17    | ツール・ド・ライク                                     | 1.1      | ケニー・ファンヒュメル               | スキル・シマノ                           |
| 17-24 | FBD保険・RAS                                           | 2.2      | サイモン・リチャードソン             | ラファ・コンドル                         |
| 19-24 | オリンピア・ツアー                                     | 2.2      | イェトス・ボル                       | ラボバンク・コンチネンタル               |
| 20-24 | シルキュイ・ド・ロレーヌ                               | 2.1      | マッテオ・カッラーラ                 | ヴァカンソレイル                         |
| 20-24 | フレッシュ・デュ・スュド                               | 2.1      | ジーモン・ツァーナー                 | ブルギス・サイクリング                   |
| 21-23 | ボルタ・ダ・アスセンシオン                             | 2.2      | ラファエル・ロドリゲス・セガラ       | スペルメルカドス・フリオス               |
| 21-24 | ロンド・ド・イルサール・ダリージュ                     | 2.2U     | アレクサンドル・ジェニエズ           | VC・ラ・ポム・マルセイユ                 |
| 26-31 | ナバレ一周                                             | 2.2      | フランチェスコ・ホセ・テルシアド     | エチュレマドゥア・スピウク               |
| 27-31 | ツール・ド・ベルギー                                   | 2.HC     | ラース・ボーム                       | ラボバンク・コンチネンタル               |
| 27-31 | バイエルン一周                                         | 2.HC     | リーヌス・ゲルデマン                 | チーム・ミルラム                         |
| 29    | タリン-タルトゥ・GP                                    | 1.1      | エルキ・プトセプ                     | サイクリングクラブ・ブルガス             |
| 29-1  | ツール・ド・ジロンド                                   | 2.2      | ステファヌ・ロセット                 | CC・ノジャンスュロワーズ                 |
| 29-1  | ベルリン一周                                           | 2.2U     | フランツ・シーヴァー                 | LKT・チームブランデンブルク              |
| 30    | GP・クランジ                                           | 1.1      | Gasper Svab                          | サヴァ                                   |
| 30    | タルトゥ・GP                                           | 1.1      | ハネス・ブランク                     | コンチネンタル・チーム・ディフェルダンゲ |
| 30    | グランプリ・ド・プリュムレック＝モルビアン             | 1.1      | ジェルミ・ガラン                     | ブソン・ショスュルソジャスュン           |
| 30    | GP・コーペラティヴァ                                   | 1.2      | ペーター・サガン                     | ドゥルカ・トレンツィン・メリダ           |
| 31    | ブークル・ド・ロルヌ                                   | 1.1      | マキシム・ブエ                       | AGR2・ラ・モンディアル                   |
| 31    | グランプリ・ボカ                                       | 1.2      | ユライ・サガン                       | ドゥルカ・トレンツィン・メリダ           |
| 31    | パリ-ルーベ・エスポワール                              | 1.2U     | テイラー・フィニー                   | トレック・ライヴストロング               |
| 31    | トロフェオ・チッタ・ディ・サン・ヴェンデミアーノ       | 1.2      | アレッサンドロ・マッツィ             | ツァルフ・デシレー・フィオル             |

### 2009年6月
| 日時  | レース名                                                           | UCI Rat. | 優勝者                               | チーム名                                   |
| ----- | ------------------------------------------------------------------ | -------- | ------------------------------------ | ------------------------------------------ |
| 1     | ノイセン・クラシクス                                               | 1.1      | アンドレ・グライペル                 | チーム・コロンビア＝HTC                    |
| 1     | ロガランド・グランプリ                                             | 1.2      | ハヴァード・ニュボ                   | スパレバンケン・ヴェスト＝ライドリー       |
| 2     | トロフェオ・アルチーデ・デ・ガスペーリ                             | 1.2      | パヴェル・コチェトコフ               | ロシア                                     |
| 2-7   | バルティク・カルコノシェ・ツアー                                   | 2.2      | セルゲイ・コレスニコフ               | モスコー                                   |
| 3-7   | リンゲリケ・グランプリ                                             | 2.2      | セルゲイ・フィルサノフ               | デシグナ・ケッケン                         |
| 3-7   | ツール・ド・ルクセンブルク                                         | 2.HC     | フランク・シュレク                   | チーム・サクソバンク                       |
| 6     | メモリアル・マルコ・パンターニ                                     | 1.1      | ロベルト・フェッラーリ               | LPRブレークス＝ファルネーゼ・ヴィーニ      |
| 6     | GP・トリベルク・シュヴァルツヴァルト                               | 1.1      | ハインリヒ・ハウスラー               | サーヴェロ・テストチーム                   |
| 7     | コッパ・デッラ・ブリアンテイ                                       | 1.2      | マウリツィオ・アンツァローネ         | V.C.・メンドリージオ                       |
| 7     | メモリアル・フィリップ・ファンコニングスロー                       | 1.2      | ゲディミナス・バグドナス             | チーム・ピエモンテ                         |
| 7     | コッパ・デッラ・パーチェ                                           | 1.2      | エゴル・シリン                       | ロシア                                     |
| 7     | GPカントン・アールガウ                                             | 1.HC     | ペーター・ヴェリトス                 | チーム・ミルラム                           |
| 7-13  | テュリンゲン・ルントファールト                                     | 2.2U     | シュテファン・デーニフル             | エルク・ハウス                             |
| 8-13  | ツール・ド・リェイダ                                               | 2.2      | ラース・ボーム                       | ラボバンク                                 |
| 10-16 | シルキト・モンタニェス                                             | 2.2      | テジャイ・ヴァンガーデレン           | ラボバンク・コンチネンタル                 |
| 11-14 | GP・CTT・コレイオス                                                | 2.1      | アドリアン・パロマレス・ビリャプラナ | コンテントポリス・ムルシア                 |
| 11-14 | ロンド・ド・ロワーズ                                               | 2.2      | ステーヴン・ファンフォーレン         | アン・ポスト＝ショーン・ケリー             |
| 12-14 | デルタ・ツアー・ゼーラント                                         | 2.1      | タイラー・ファーラー                 | ガーミン・スリップストリーム               |
| 12-21 | ジロ・チクリスティコ・ディタリア(ベビー・ジロ)                     | 2.2      | ホセ・サルミエント・トゥナロサ       | コロンビア                                 |
| 15-21 | ツール・ド・セルビー                                               | 2.2      | ダヴィデ・トロサントゥッチ           | チェントリ・デッラ・カルツァトゥラ         |
| 17-21 | ステル・エレクトロトゥール                                         | 2.1      | フィリップ・ジルベール               | サイレンス・ロット                         |
| 18-20 | ツアー・オブ・マロポルスカ                                         | 2.2      | アルトゥル・デトコ                   | DHL・オトール                              |
| 18-21 | ツール・ド・スロヴェニー                                           | 2.1      | ヤコブ・フグルサング                 | チーム・サクソバンク                       |
| 18-21 | ルート・デュ・スュド                                               | 2.1      | プルゼミィスワヴ・ニエミエツ         | ミケ＝シルヴァー・クロス＝セッレ・イタリア |
| 18-21 | ブークル・ド・ラ・メイアンヌ                                       | 2.2      | ヤネク・トムバク                     | サイクリングクラブ・ブルガス               |
| 19-21 | マインフランケン・ツアー                                           | 2.2U     | セバスティアン・マイ                 | テュルンガー・エネルギー                   |
| 19-21 | ツール・デ・ペス・ド・サヴォワール                                 | 2.2U     | ベン・ガスタウアー                   | シャンベリ・CF                             |
| 21    | ライファイゼン・GP                                                 | 1.2      | マルクス・アイベッガー               | エルク・ハウス                             |
| 24    | ハル＝インホーイヘム                                               | 1.1      | ユルヘン・ファンデワール             | クイックステップ                           |
| 24    | インテルナシオナル・ウィーレルトロフェー・ヨング・マール・ムディフ | 1.2      | トーマス・デヘント                   | トップスポート・フラーンデレン             |
| 24    | ジロ・デッラッペンニーノ                                           | 1.1      | ヴィンチェンツォ・ニバリ             | リクイガス                                 |

### 2009年7月
| 日時  | レース名                                                 | UCI Rat. | 優勝者                           | チーム名                                    |
| ----- | -------------------------------------------------------- | -------- | -------------------------------- | ------------------------------------------- |
| 1-5   | クルス・ド・ラ・ソリダリテ・オリンピク                   | 2.1      | アルトゥル・クロル               | チェントリ・デッラ・カルツァトゥラ          |
| 2     | U23 欧州選手権・ITT                                      | CC       | マルセル・キテル                 | ドイツ                                      |
| 4     | クロノスカラタ・ガルドーネ・ヴァイトロンピア             | 1.2      | ステファノ・ディ・カルロ         | スカープ・フォレージ                        |
| 4     | ツール・デュ・ジュラ                                     | 1.2      | ロジェ・ブシャ                   | チーム・ネオテル-シュテクコンピューター     |
| 5     | U23 欧州選手権・個人ロード                               | CC       | クリス・ブークマンス             | ベルギー                                    |
| 5     | ツール・デュ・ドゥブ                                     | 1.1      | ヤン・ユゲ                       | Template:AGR                                |
| 5     | ジロ・チクリスティコ・ヴァッリ・アレティーネ             | 1.2      | エンリコ・バッタリン             | ツァルフ・デジレー・フィオール              |
| 5-12  | オーストリア一周                                         | 2.HC     | ミヒャエル・アルバジーニ         | チーム・コロンビア＝HTC                     |
| 7     | トロフェオ・チッタ・ディ・ブレシャ                       | 1.2      | アンドレア・パリーニ             | GS・ガヴァルド・テクモル                    |
| 8-12  | GP・トレス・ヴェドラス                                   | 2.2      | エクトル・ゲラ                   | リベルティ・セグロス                        |
| 10-11 | GP・ド・ゲメンツ                                         | 2.2      | ズソルト・デル                   | チェントリ・デッラ・カルツァトゥラ          |
| 12    | ジロ・デル・メディオ・ブレンタ                           | 1.2      | クリスティアン・デッレ・ステッレ | ボットーリ・ノルデレットリカ・ラモンダ      |
| 15-19 | ブエルタ・ア・ラ・コムニダ・デ・マドリー                 | 2.1      | エクトル・ゲラ                   | リベルティ・セグロス                        |
| 18    | グランプリ・クリスタル・アネルジ                         | 1.2      | マーティン・ペダーセン           | チーム・カピノルディック                    |
| 19    | ジロ・デッラ・プロヴィンチア・ディ・レッジョ・カラブリア | 1.1      | フォルトゥナート・バリアーニ     | CSFグループ・ナヴィガーレ                   |
| 19    | ジロ・デル・カゼンティーノ                               | 1.2      | ロベルト・チェザーロ             | GSジネストラ・チェラミケ                    |
| 19    | トロフェ・デ・シャンピオン                               | 1.2      | トニ・ユレル                     | ヴァンデU                                   |
| 22-26 | ザッハセン・ツアー                                       | 2.1      | パトリック・ジンケヴィッツ       | PSK・ウァイアープール-オーサー              |
| 22-26 | ブリクシア・ツアー                                       | 2.1      | ジャンパオロ・カルーゾ           | チェラミカ・フラミニア-ボッシーニ・ドッチェ |
| 25    | プルエバ・ビリャフランカ・デ・オルディシア               | 1.1      | ハウメ・ロビラ                   | アンドラ・グランドバリア                    |
| 25-26 | グランプリ・ブラドロ                                     | 2.2      | ネボイシャ・ヨヴァノヴィッチ     | AC・スパルタ・プラハ                        |
| 25-27 | クレイズ・ブレズ・エリート                               | 2.2      | アントワーヌ・ダリバール         | ブルターニュ・シュラー                      |
| 25-29 | ツール・ド・ワロニー                                     | 2.HC     | ジュリアン・エル・ファレ         | コフィディス                                |
| 26    | グラン・プレミオ・インダ                                 | 1.2      | パヴェル・コチェトコフ           | ロシア                                      |
| 26    | グランプリ・ド・ペランシエ                               | 1.2      | ローベルト・レチュケ             | コンチネンタル・チーム・ディファーダンゲ    |
| 28-1  | ドーコラ・マゾヴスカ                                     | 2.2      | ウカシュ・ボドナル               | CCCポルサト-ポルコヴィツェ                  |
| 29-2  | ツール・アルサス                                         | 2.2      | ジーモン・ツァーナー             | ビュルジス・サイクリング                    |
| 29-2  | デンマーク一周                                           | 2.HC     | ヤコブ・フグルサング             | チーム・サクソバンク                        |
| 31    | シルキト・デ・ヘチョ                                     | 1.1      | コルド・フェルナンデス           | エウスカルテル・エウスカディ                |

### 2009年8月
| 日時  | レース名                                                                             | UCI Rat. | 優勝者                           | チーム名                                       |
| ----- | ------------------------------------------------------------------------------------ | -------- | -------------------------------- | ---------------------------------------------- |
| 1     | スカンディナビアンオープン・ロードレース                                             | 1.2      | パトリック・ステンベリ           | シケルシティ.se                                |
| 1     | GP・P-ニーヴォー                                                                     | 1.2      | ウロス・シラル                   | サヴァ                                         |
| 2     | ラ・ポリ・ノルマンド                                                                 | 1.1      | マテュー・ラダニュー             | フランセーズ・デ・ジュー                       |
| 2     | GP・ベトネックスプレス2000                                                           | 1.2      | ゲルゲリー・イヴァニクス         | ベネトンエクスプレス2000-リモンタ              |
| 2     | スビダ・ウルキオラ                                                                   | 1.1      | イゴル・アントン                 | エウスカルテル・エウスカディ                   |
| 2     | シュパルカセン・ギーロ・ボフム                                                       | 1.1      | マーク・カヴェンディッシュ       | チーム・コロンビア＝HTC                        |
| 2     | ジロ・デル・チーニョ                                                                 | 1.2      | パオロ・チアヴァッタ             | モントゥラート-チヴィタノーヴァ                |
| 4-6   | ツール・デ・ピレネー                                                                 | 2.2      | ファビオ・ドゥアルテ             | コロンビア・エス・パシオン・コルデポルテス     |
| 4-8   | ブエルタ・ア・レオン                                                                 | 2.2      | ダビ・ベルダ                     | ボヤカ・エス・パラ・ビビルラ                   |
| 5     | グラン・プレミオ・フォリニャーノ                                                     | 1.2      | ヘンリ・フルスト                 | チームSCAP・プレファッブリカーティ・フォレージ |
| 5-6   | パリ〜コレーズ                                                                       | 2.1      | フランシスコ・ベントソ           | カルミオーロ・Aスタイル                        |
| 5-9   | ブエルタ・ア・ブルゴス                                                               | 2.HC     | アレハンドロ・バルベルデ         | ケス・デパーニュ                               |
| 5-16  | ポルトガル一周                                                                       | 2.HC     | ヌーノ・リベイロ                 | リベルティ・セグロス                           |
| 6     | グラン・プレミオ・インドゥストリア・エ・コメルチオ・アルティジャナート・カルナゲーゼ | 1.1      | フランチェスコ・ジナンニ         | セッラメンティ                                 |
| 7-9   | ツアー・オブ・セクレルランド                                                         | 2.2      | ヴィタリー・ポプコフ             | ISD・スポルト・ドネトスク                      |
| 8     | グラン・プレミオ・チッタ・ディ・カマイオーレ                                         | 1.1      | ヴィンチェンツォ・ニバリ         | リクイガス                                     |
| 9     | トロフェオ・インテルナツィオナーレ・バスティアネッリ                                 | 1.2      | ラドスラフ・ロギナ               | ロボリカ                                       |
| 9-12  | ツール・ド・レン                                                                     | 2.1      | レイン・ターラミャエ             | コフィディス                                   |
| 11    | グラン・プレミオ・チッタ・ディ・フェリーノ                                           | 1.2      | リヒー・ポルテ                   | ベドーニ・モンスッマネーゼ                     |
| 13-16 | ミ＝アオウ・ブルトヌ                                                                 | 2.2      | フレデリック・ウィルマン         | チーム・ジョーカー・ビアンキサイクリング       |
| 14    | プチャル・ミニストラ・オブロニィ・ナロドヴェイ                                       | 1.2      | バルトウォミエイ・マティスィアク | CCCポルサト・ポルコヴィツェ                    |
| 15    | メモリアル・ヘンリカ・ラサカ                                                         | 1.2      | シュテファン・シャファー         | LKT・チーム・ブランデンブルク                  |
| 16    | グラン・プレミオ・カポダルコ                                                         | 1.2      | サルヴァトーレ・マンクーゾ       |                                                |
| 16    | アントウェルプス・ハヴェンパイル                                                     | 1.2      | イェンス・エリック・マードセン   | チーム・カピノルディック                       |
| 16    | プチャル・ウズドロヴィスク・カルパツキチュ                                           | 1.2      | マティアス・ベルカ               | LKT・チーム・ブランデンブルク                  |
| 17    | ガーラ・チクリスティカ・モンタッポーネ                                               | 1.2      | ステファノ・ピラッツィ           | パラッツァーゴ・エッレデント・ラド             |
| 18    | GP・スタート・ゾッテヘム                                                             | 1.1      | ニコ・エークハウト               | アン・ポスト＝ショーン・ケリー・チーム         |
| 18.   | トレ・ヴァッリ・ヴァレジーネ                                                         | 1.HC     | マウロ・サンタンブロージョ       | ランプレ・N.G.C                                |
| 18-21 | ツール・デュ・リムザン                                                               | 2.1      | マテュー・ペルジェ               | ケス・デパーニュ                               |
| 19    | コッパ・アゴストーニ                                                                 | 1.1      | ジョヴァンニ・ヴィスコンティ     | ISD-ネリ                                       |
| 19-23 | ツアー・オブ・アイルランド                                                           | 2.1      | ラッセル・ダウニング             | カンディ・TV-マ＝シャルス・パスタ・ RT         |
| 20    | コッパ・ベルノッキ                                                                   | 1.1      | ルカ・パオリーニ                 | アクア&サポーネ・カッフェ・モカンボ            |
| 22    | トロフェオ・メリンダ                                                                 | 1.1      | ジョヴァンニ・ヴィスコンティ     | ISD-ネリ                                       |
| 25    | グランプリ・デ・マルブリエル                                                         | 1.2      | ローベルト・ラチュケ             | コンチネンタル・チーム・ディファーダンゲ       |
| 25-28 | ツール・デュ・ポワトゥー＝シャラント                                                 | 2.1      | グスタヴ・ラルソン               | チーム・サクソバンク                           |
| 25-30 | ジロ・デッラ・ヴァッレ・ダオスタ                                                     | 2.2      | ティボー・ピノー                 | フランス                                       |
| 26    | ドリゥイヴェンクルス・オヴェルライス                                                 | 1.1      | アレクセイス・サラモティンス     | デシグナ・ケッケン                             |
| 26-30 | グランプリ・テル                                                                     | 2.2      | マティアス・フランク             | BMC・レーシングチーム                          |
| 29    | ジロ・デル・ヴェネト                                                                 | 1.HC     | フィリッポ・ポッツァート         | チーム・カチューシャ                           |
| 30    | シャトールー・クラシック・ド・ランドル                                               | 1.1      | ジミー・カスペール               | ブソン・ショスュル＝ソジャスュン               |
| 30    | スハール・セルス＝メルクセム                                                         | 1.1      | クリス・ブークマンス             | サイレンス・ロット                             |

### 2009年9月
| 日時  | レース名                                                 | UCI Rat. | 優勝者                                    | チーム名                               |
| ----- | -------------------------------------------------------- | -------- | ----------------------------------------- | -------------------------------------- |
| 2-6   | ツール・ド・スロバキー                                   | 2.2      | リー・ハワード                            | オーストラリア                         |
| 5-13  | ツール・ド・ラヴニール                                   | 2.Ncup   | ロマン・シカール                          | フランスA                              |
| 6     | フロート・プライス＝ジェフ・シェーレン                   | 1.1      | セバスティアン・ランヘヴェルト            | ラボバンク                             |
| 6     | ジロ・デッラ・ロマーニャ                                 | 1.1      | ムリロ・フィスシャー                      | リクイガス                             |
| 6     | リュブリャナ-ザグレブ                                    | 1.2      | Robert Vrečer                             | アドリア・モービル                     |
| 6     | メモリアル・ダヴィデ・ファルデッリ                       | 1.2      | マヌエーレ・ボアロ                        | ツァルフ・デジレー・フィオール         |
| 7-12  | ツール・ド・ブルガリア                                   | 2.2      | イヴァイロ・ガブロフスキ                  | ヘラクリオン-ネセバル                  |
| 9     | メモリアル＝リック・ファンステーンベルヘン               | 1.1      | ニコ・エークハウト                        | アン・ポスト＝ショーン・ケリー・チーム |
| 12    | パリ〜ブリュッセル                                       | 1.HC     | マシュー・ゴス                            | チーム・サクソバンク                   |
| 12-19 | ツアー・オブ・ブリテン                                   | 2.1      | エドヴァルド・ボアソン・ハーゲン          | チーム・コロンビア＝HTC                |
| 13    | ロンド・ウム・ディー・ニュルンベルガー・アルトシュタット | 1.1      | フランチェスコ・ガヴァッツィ              | ランプレ・N.G.C                        |
| 13    | クロノ・シャンプノワ                                     | 1.2      | アドリアーノ・マローリ                    | ランプレ・N.G.C                        |
| 13    | グランプリ・ド・フルミー                                 | 1.HC     | ロマン・フェイユ                          | AGR2・ラ・モンディアル                 |
| 16    | グランプリ・ド・ワロニー                                 | 1.1      | ニック・ニュイエンス                      | ラボバンク                             |
| 17    | クロズ・ヴォイヴォディナ I                               | 1.2      | マテイ・マリン                            | ペルトニーナ・プトゥイ                 |
| 18    | カンピウンスハップ・ファン・フラーンデレン               | 1.1      | ステーヴン・デヨンフ                      | クイックステップ                       |
| 18    | グランプリ・ド・ラ・ソム                                 | 1.1      | ヤウヘニ・フタロヴィッチ                  | フランセーズ・デ・ジュー               |
| 18    | クロズ・ヴォイヴォディナ II                              | 1.2      | イヴァイロ・ガブロフスキ                  | ヘラクリオン-ネセバル                  |
| 19    | プラハ-カルロヴィ・ヴァリ-プラハ                         | 1.2      | ダニーロ・ホンド                          | PSK・ホワイアールプール-オーサー       |
| 20    | グランプリ・ディスベルゲ                                 | 1.1      | ブノワ・ヴォグルナール                    | フランセーズ・デ・ジュー               |
| 20    | GP・インドゥストリア＆コッメルチオ・ディ・プラト         | 1.1      | ジョヴァンニ・ヴィスコンティ              | ISD-ネリ                               |
| 20    | デュオ・ノルマン                                         | 1.2      | ニコライ・トルソフ アルテム・オヴェチキン | チーム・カチューシャ                   |
| 20    | トロフェオ・ジャンフランコ・ビアンキン                   | 1.2      | ホセ・ボネ・レオン                        | VC・マントヴァーニ                     |
| 23    | オムロープ・ファン・ヘット・ハウトラント                 | 1.1      | グレーム・ブラウン                        | ラボバンク                             |
| 25-27 | ツール・デュ・ジェヴォダン                               | 2.2      | ダーフィト・ロッシュ                      | アトラス・ロマーズ・ハウスバケライ     |
| 29    | ルオタ・ドーロ                                           | 1.2      | エマヌエーレ・モスケン                    | ルッキーニ・アルヴェディ・ウニデルタ   |

### 2009年10月
| 日時 | レース名                                     | UCI Rat. | 優勝者                       | チーム名                         |
| ---- | -------------------------------------------- | -------- | ---------------------------- | -------------------------------- |
| 1-4  | シルキュイ・フランコ〜ベルージュ             | 2.1      | タイラー・ファーラー         | ガーミン・スリップストリーム     |
| 2-4  | シントゥロ・デ・レムポルダ                   | 2.2      | フランシスコ・ベントソ       | カルミオーロ-A-スタイル          |
| 3    | メモリアル・チムッリ                         | 1.1      | フィリッポ・ポッツァート     | チーム・カチューシャ             |
| 3    | シュパルカセン・ミュンシュテルラント・ギーロ | 1.1      | アレクセイス・サラモティンス | デシグナ・ケッケン               |
| 4    | ツール・ド・ヴァンデ                         | 1.1      | パヴェル・ブルット           | チーム・カチューシャ             |
| 8    | コッパ・サバティーニ                         | 1.1      | フィリップ・ジルベール       | サイレンス・ロット               |
| 8    | パリ〜ブールジュ                             | 1.1      | アンドレ・グライペル         | チーム・コロンビア＝HTC          |
| 10   | ジロ・デッレミリア                           | 1.HC     | ロベルト・ヘーシンク         | ラボバンク                       |
| 11   | G.P.・ブルーノ・ベゲッリ                     | 1.1      | フランシスコ・ベントソ       | カルミオーロ-A-スタイル          |
| 11   | パリ〜ツール                                 | 1.HC     | フィリップ・ジルベール       | サイレンス・ロット               |
| 11   | パリ〜-ツール・エスポワール                  | 1.2U     | マテュー・ハルゲン           | コト-ダルモール-メトル・ジャック |
| 13   | ナティオナール・スリュティングプライス       | 1.1      | デニ・フラオ                 | ラントバウクレディート・コルナゴ |
| 15   | ジロ・デル・ピエモンテ                       | 1.HC     | フィリップ・ジルベール       | サイレンス・ロット               |

## 総合成績

### 個人
| 順位 | 選手名                       | 国籍     | ポイント |
| ---- | ---------------------------- | -------- | -------- |
| 1.   | ジョヴァンニ・ヴィスコンティ | イタリア | 638.2    |
| 2.   | ケニー・ファンヒュメル       | オランダ | 601      |
| 3.   | ジミー・カスペール           | フランス | 575      |
| 4.   | ロマン・フェイユ             | フランス | 488      |
| 5.   | アレッサンドロ・ペタッキ     | イタリア | 469.2    |
| 6.   | ダヴィ・ル・レ               | フランス | 446      |
| 7.   | ルカ・パオリーニ             | イタリア | 377      |
| 8.   | エクトル・ゲラ               | スペイン | 366      |
| 9.   | ルーベン・プラサ             | スペイン | 360      |
| 10.  | アレクセイス・サラモティンス | ラトビア | 348      |

### チーム
| 順位 | チーム名                         | 国籍         | ポイント |
| ---- | -------------------------------- | ------------ | -------- |
| 1.   | アグリテュベル                   | フランス     | 2088     |
| 2.   | ヴァカンソレイル                 | オランダ     | 1499     |
| 3.   | リベルティ・セグロス             | ポルトガル   | 1326     |
| 4.   | サーヴェロ・テストチーム         | スイス       | 1261     |
| 5.   | ISD-ネリ                         | イタリア     | 1249.79  |
| 9.   | スキル・シマノ                   | オランダ     | 1224     |
| 7.   | セッラメンティ                   | ベネズエラ   | 1210     |
| 8.   | ブソン・ショスュル＝ソジャスュン | フランス     | 1208     |
| 9.   | LPRブレークス＝ヴィーニ          | アイルランド | 1120.8   |
| 10.  | チェラミカ・フラミニア           | アイルランド | 1029     |

### 国別
| 順位 | 国名       | ポイント |
| ---- | ---------- | -------- |
| 1.   | イタリア   | 3 357,6  |
| 2.   | フランス   | 3 159    |
| 3.   | スペイン   | 2 259,4  |
| 4.   | オランダ   | 2 114,19 |
| 5.   | ドイツ     | 2 101    |
| 6.   | スロベニア | 1 854    |
| 7.   | ベルギー   | 1 805    |
| 8.   | ロシア     | 1 534    |
| 9.   | ポルトガル | 1 455    |
| 10.  | ポーランド | 1 297    |

| Pos. | Pays (U23) | Pts    |
| ---- | ---------- | ------ |
| 1.   | ベルギー   | 909    |
| 2.   | フランス   | 872    |
| 3.   | イタリア   | 819,98 |
| 4.   | ドイツ     | 818,32 |
| 5.   | ロシア     | 692    |
| 6.   | オランダ   | 541,59 |
| 7.   | スロベニア | 367    |
| 8.   | デンマーク | 356    |
| 9.   | スロバキア | 268    |
| 10.  | イギリス   | 259,2  |